# Gerwasia
Gerwasia — рід грибів родини Phragmidiaceae. Назва вперше опублікована 1909 року.

## Види
База даних Species Fungorum станом на 27.09.2019 налічує 18 видів:
- Gerwasia clara
- Gerwasia columbiensis
- Gerwasia cundinamarcensis
- Gerwasia epiphylla
- Gerwasia holwayi
- Gerwasia imperialis
- Gerwasia jeffersii
- Gerwasia lagerheimii
- Gerwasia mayorii
- Gerwasia peruviana
- Gerwasia pittieriana
- Gerwasia quitensis
- Gerwasia rosae
- Gerwasia rubi
- Gerwasia rubi-urticifolii
- Gerwasia standleyi
- Gerwasia tayronensis
- Gerwasia variabilis